# (523696) 2014 GW53
(523696) 2014 GW53 ist ein großes transneptunisches Objekt im Kuipergürtel, das bahndynamisch als erweitertes Scattered Disk Object (DO) oder als Cubewano (CKBO) eingestuft wird. Aufgrund seiner Größe gehört der Asteroid zu den Zwergplanetenkandidaten.

## Entdeckung
2014 GW53 wurde am 4. April 2014 von einem Astronomenteam, bestehend aus B. Gibson, T. Goggia, N. Primak, A. Schultz und M. Willman, im Rahmen des Pan-STARRS-Projekts mit dem 1,8-m-Ritchey Chretien-Teleskop (PS1) am Haleakalā-Observatorium (Maui) entdeckt. Die Entdeckung wurde am 17. Juli 2016 bekanntgegeben, der Planetoid erhielt am 25. September 2018 von der IAU die Kleinplaneten-Nummer 523696.
Nach seiner Entdeckung ließ sich 2014 GW53 auf Fotos, die ebenfalls im Rahmen des Pan-STARRS gemacht wurden, bis zum 2. Februar 2011 zurückgehend identifizieren und so seinen Beobachtungszeitraum um drei Jahre verlängern, um so seine Umlaufbahn genauer zu berechnen. Bisher wurde der Planetoid nur durch das Pan-STARRS-Teleskop beobachtet. Im Oktober 2018 lagen insgesamt 192 Beobachtungen über einen Zeitraum von 8 Jahren vor. Die bisher letzte Beobachtung wurde im Mai 2018 auch wieder am Pan-STARRS-Teleskop durchgeführt. (Stand 26. März 2019)

## Eigenschaften

### Umlaufbahn
2014 GU53 umkreist die Sonne in 267,38 Jahren auf einer leicht elliptischen Umlaufbahn zwischen 37,90 AE und 45,10 AE Abstand zu deren Zentrum. Die Bahnexzentrizität beträgt 0,087, die Bahn ist 21,87° gegenüber der Ekliptik geneigt. Derzeit ist der Planetoid 40,13 AE von der Sonne entfernt. Das Perihel durchläuft er das nächste Mal 2066, der letzte Periheldurchlauf dürfte also im Jahre 1798 erfolgt sein.
Marc Buie (DES) klassifiziert den Planetoiden als erweitertes SDO (ESDO bzw. DO), während vom Minor Planet Center keine spezifische Einstufung existiert; letzteres ordnet ihn als Nicht-SDO und allgemein als «Distant Object» ein. Das Johnston’s Archive führt ihn dagegen als Cubewano auf, wobei er zu den bahndynamisch «heißen» klassischen KBO gehören würde.

### Größe
Derzeit wird von einem Durchmesser von 315 km ausgegangen, basierend auf einem Rückstrahlvermögen von 8 % und einer absoluten Helligkeit von 5,9 m. Ausgehend von diesem Durchmesser ergibt sich eine Gesamtoberfläche von etwa 312.000 km2. Die scheinbare Helligkeit von 2014 GW53 beträgt 21,75 m.
Da es denkbar ist, dass sich 2014 GW53 aufgrund seiner Größe im hydrostatischen Gleichgewicht befindet und somit weitgehend rund sein könnte, erfüllt er möglicherweise die Kriterien für eine Einstufung als Zwergplanet. Mike Brown geht davon aus, dass es sich bei 2014 GW53 um vielleicht einen Zwergplaneten handelt.
| Jahr                                         | Abmessungen km | Quelle   |
| -------------------------------------------- | -------------- | -------- |
| 2018                                         | 352,0          | Johnston |
| 2018                                         | 315,0          | Brown    |
| Die präziseste Bestimmung ist fett markiert. |                |          |